# Sörfjärden, Mälaren

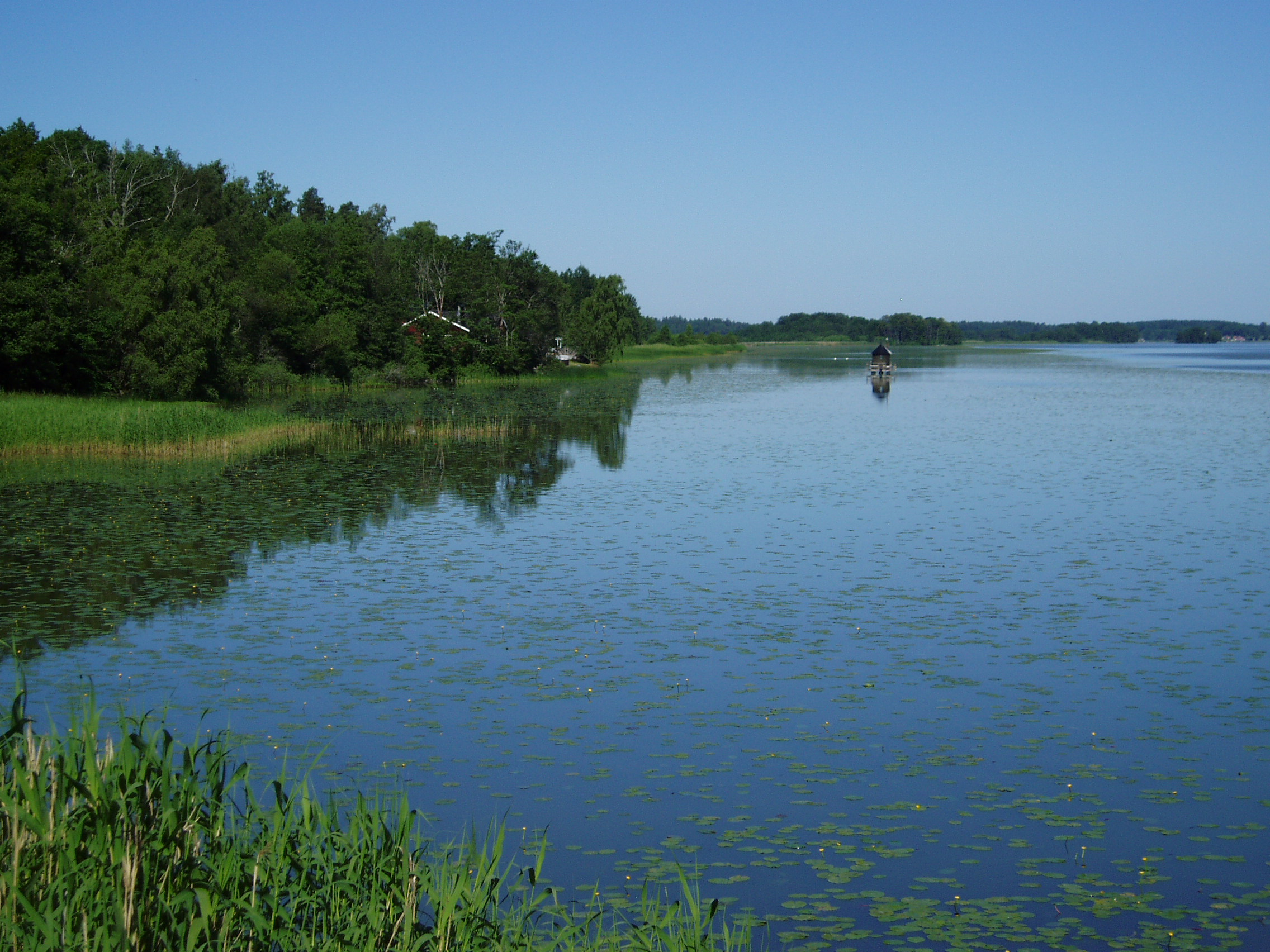
Sörfjärdens sydvästra del, vy från fågeltornet.

Sörfjärden är en vik i sjön Mälaren, vilken har sitt utflöde vid Silverhällarna, cirka två kilometer nordväst om Björsund på Fogdön. På nordostsidan om Sörfjärden ligger Fogdön i Strängnäs kommun och vid fjärdens sydvästra strand ligger den före detta Jäders socken i Eskilstuna kommun med bland annat egendomen Fiholms slott. 
I närheten av fjärdens innersta del ligger Barva och Härads kyrkor. Längs sydsidan går även E20, i dess sträckning mellan Strängnäs och Eskilstuna där Sörfjärden ansluter till Barva-Lappen.
Mitt i Sörfjärden ligger ön Lindön med naturreservatet Lindön och vid västra stranden ligger Söderfjärdens naturreservat, med bland annat Koholmen.